# Сьерра-де-хуаресский сапотекский язык
Истланский сапотекский язык — диалектный континуум, состоящий из двух диалектов:
Сьерра-де-хуаресский сапотекский язык (Ixtlán Zapotec, Ixtlán Zapoteco, Zapoteco de Atepec) — сапотекский язык, на котором говорят на севере штата Оахака в Мексике. Имеет диалекты атепекский и макуильтиангисский.
Яренийский сапотекский язык (Etla Zapotec, Western Ixtlán Zapotec, Yareni Zapotec, Zapoteco de Santa Ana Yareni, Zapoteco de Teococuilco de Marcos Pérez) — сапотекский язык, на котором говорят на севере штата Оахака в Мексике.
Алфавит сьерра-де-хуаресского диалекта из издания 1973 года: A a, Ą ą, B b, C c, Ch ch, Cu cu, D d, E e, F f, G g, Hu hu, I i, Į į, J j, K k, L l, Ŀl ŀl, M m, N n, Nn nn, O o, Ǫ ǫ, P p, Pp pp, Qu qu, R r, Rr rr, S s, T t, Tt tt, Th th, Ts ts, Tts tts, U u, X x, Xx xx, Xc xc, Xcua xcua, Xp xp, Xn xn, Xt xt, Y y, Yy yy, Ỹ ỹ, Z z, '.